# Cantón de Écouen
El cantón de Écouen era una división administrativa francesa, que estaba situada en el departamento de Valle del Oise y la región de Isla de Francia.

## Composición
El cantón estaba formado por seis comunas:
- Écouen
- Ezanville
- Le Mesnil-Aubry
- Le Plessis-Gassot
- Piscop
- Saint-Brice-sous-Forêt

## Supresión del cantón de Écouen
En aplicación del Decreto n.º 2014-168 de 17 de febrero de 2014, el cantón de Écouen fue suprimido el 22 de marzo de 2015 y sus 6 comunas pasaron a formar parte; cuatro del nuevo cantón de Fosses, una del nuevo cantón de Deuil-la-Barre y una del nuevo cantón de Domont.